# Jaborá
Jaborá là một đô thị thuộc bang Santa Catarina, Brasil. Đô thị này có diện tích 191,117 km², dân số năm 2007 là 4032 người, mật độ 21,1 người/km².